# Кир (притока Јоне)
Кир (фр. Cure) је река у Француској. Дуга је 112 km. Улива се у Јону. 